# 解放者市 (卡拉波波州)

10°03′34″N 68°07′09″W / 10.0594541°N 68.11929359999999°W
解放者市（西班牙語：Municipio Libertador），是委內瑞拉的一個市，位於該國北部卡拉波波州，首府設於托庫伊托，面積558平方公里，海拔高度457米，2012年人口225,123，人口密度為每平方公里400人。